# 周烱華
周烱華 MLA（？—），加拿大政治人物，2017年起以卑詩新民主黨黨員身份擔任卑詩省議會溫哥華菲沙圍選區議員，同年至2022年間出任該省的貿易省務廳長，2024年起則任省民服務廳長。在此之前他曾活躍於溫哥華市級政壇，2005年-11年間以偉景溫哥華黨員身份擔任溫哥華市議員。

## 背景
周烱華是香港移民，祖籍廣東開平，1965年隨家人移居溫哥華，定居於市中心東端。他抵溫初期就讀威廉·多臣學校，翌年轉至不列顛尼亞中學，後來再考進卑詩大學修讀機械工程，期間參與籌辦大溫哥華中華文化中心。他於1975年大學畢業後加入卑詩水電公司出任工程師。

## 温哥华市议员
2002年參與市選的兩位市長候選人都承諾在鄰近華埠的吸毒者聚集地興建安全注射中心。周感到當地華人的聲音未被傳達，所以即使沒有參選經驗，仍然毅然以獨立候選人身份參選市議員，結果高票落敗。不過，其後當選的進步選民聯盟內訌，李建堡和詹健等人脫離該黨組成偉景溫哥華，並於2005年拉攏時任溫哥華中華會館主席的周烱華加入偉景溫哥華。周加盟該黨的同時也改變當初反對注射中心的立場，指Insite自2003年啓用後確實減少了癮君子在眾目睽睽下於大街小巷注射毒品的情況。周於2005年的市議會選舉勝出，成為市議員，再於2008年市選中順利連任。當選市議員後，周仍以兼職身份保留在卑詩水電公司的資深工程師職位。

## 卑诗省议员
2011年，周烱華宣佈不會在同年11月舉行的市選中尋求連任市議員，而改為爭取下屆省選的卑詩新民主黨溫哥華菲沙圍選區候選人資格，但於同年11月6日舉行的候選人提名選舉中以95票比130票敗於姚永安。他後來改為爭奪該黨的溫哥華蘭加拉選區候選人提名，在無對手競爭的情況下於2012年9月30日自動出線。2013年省選，他在溫哥華蘭加拉選區以38%對53%的得票率不敵尋求連任的自由黨候選人梅麗思。
他於2017年省選中捲土重來，代表新民主党参选菲沙圍选区，這次則以11,487票對9,985票击败自由党候选人时任卑诗省律政厅长苏安彤，首度當選省議員。新民主黨在卑詩綠黨支持下籌組少數政府，而周烱華則獲新任省長賀謹委任入閣為貿易省務廳長，同年7月18日宣誓就任。他在2020年省選中連任溫哥華菲沙圍選區省議員，並留任貿易省務廳長。尹大衛繼任省長後於2022年12月公布的內閣名單中並未包括周烱華；他的省務廳長職務由貝振國接任。
2024年1月，尹大衛委派周烱華出任國際資歷認證議會秘書。尹大衛再於2024年2月微調內閣，周烱華接替畢麗莎出任公民服務廳長（中文職銜後改為省民服務廳長），國際資歷認證議會秘書職務則由帕默取代。2024年省選他連任菲沙圍選區省議員，在同年11月公布的尹大衛內閣中留任省民服務廳長。

## 外部連結
- （英文）周烱華個人簡介（溫哥華市議會）